# Louis Seigner
Louis Seigner (23 de junio de 1903 – 20 de enero de 1991) fue un actor teatral, cinematográfico y televisivo de nacionalidad francesa.

## Biografía
Nacido en Saint-Chef, Francia, desde su infancia fue un apasionado del cine mudo y el teatro ambulante. Formado en Lyon hizo su primer papel con diecisiete años de edad, instalándose rápidamente en París, donde siguió los cursos del Conservatoire national supérieur d'art dramatique y los de Firmin Gémier, ingresando posteriormente en el Teatro del Odéon. Fue en el conservatorio donde conoció a su futura esposa, Marie Cazeaux.
En 1930 creó, junto a Jean Nohain y Claude Dauphin, la Compañía teatral radiofónica, con la cual interpretó diferentes obras dramáticas. En 1939 ingresó en la Comédie-Française gracias al escritor Édouard Bourdet, que en esa época era su administrador general.
A lo largo de su carrera, rodó más de 150 filmes, haciendo más de 200 papeles teatrales, interpretando en más de 1.500 ocasiones El burgués gentilhombre. Además de su faceta interpretativa, también fue profesor del Conservatorio y decano de la Comédie-Française.
Seigner fue el padre de la actriz Françoise Seigner, y abuelo de Emmanuelle Seigner, Mathilde Seigner y Marie-Amélie Seigner.
Louis Seigner falleció el 20 de enero de 1991 a causa del incendio de su apartamento parisino, que aparentemente fue provocado por una pipa mal apagada. Su esposa falleció en octubre de ese año.

## Teatro

### Antes de la Comédie-Française
- 1924 : L'homme qui n'est plus de ce monde, de Lucien Besnard, Teatro del Odéon
- 1924 : Jésus de Nazareth, de Paul Demasy, escenografía de Firmin Gémier, Teatro del Odéon
- 1924 : Ysabeau, de Paul Fort, escenografía de Firmin Gémier, Teatro del Odéon
- 1928 : Chotard et Cie, de Roger Ferdinand, Teatro del Odéon
- 1930 : Boën ou la possession des biens, de Jules Romains, escenografía de Alexandre Arquillière, Teatro del Odéon
- 1931 : Madame Sans Gêne, de Victorien Sardou y Émile Moreau, Teatro del Odéon
- 1932 : L'Affaire des poisons, de Victorien Sardou, Teatro del Odéon
- 1933 : Napoléon, de Saint-Georges de Bouhélier, Teatro del Odéon
- 1934 : Pile ou face, de Louis Verneuil, Teatro del Odéon
- 1934 : Jeanne d'Arc, de Saint-Georges de Bouhélier, Teatro del Odéon
- 1934 : Le Procureur Hallers, de Louis Forest y Henry de Gorsse a partir de Paul Lindau, Teatro del Odéon
- 1937 : Le Mari singulier, de Luc Durtain, Teatro del Odéon
- 1938 : Le Président Haudecœur, de Roger Ferdinand, Teatro del Odéon

### Carrera en la Comédie-Française
- Ingreso en la Comédie-Française en 1939
- Miembro de la Comédie-Française desde 1943
- Decano desde 1960 a 1971
- Miembro honorario en 1972

- 1939 : La Bête, de Marius Riollet
- 1939 : Le Jeu de l'amour et de la mort, de Romain Rolland, escenografía de Denis d'Inès
- 1940 : On ne badine pas avec l'amour, de Alfred de Musset, escenografía de Pierre Bertin
- 1940 : Le Carrosse du Saint-Sacrement, de Prosper Mérimée, escenografía de Jacques Copeau
- 1940 : El Cid, de Pierre Corneille, escenografía de Jacques Copeau
- 1941 : Lucrèce Borgia, de Victor Hugo, escenografía de Émile Fabre
- 1941 : André del Sarto, de Alfred de Musset, escenografía de Jean Debucourt
- 1942 : El barbero de Sevilla, de Pierre-Augustin de Beaumarchais, escenografía de Pierre Dux
- 1942 : Hamlet, de William Shakespeare, escenografía de Charles Granval
- 1942 : Iphigénie en Tauride, de Goethe, escenografía de Jean Yonnel
- 1942 : Le Cheval arabe, de Julien Luchaire, escenografía de Jean Debucourt
- 1942 : La reina muerta, de Henry de Montherlant, escenografía de Pierre Dux
- 1943 : Le Chevalier à la mode, de Florent Carton Dancourt, escenografía de Jean Meyer
- 1943 : Le Sot et les fripons, de Louis Carrogis Carmontelle
- 1943 : Le Soulier de satin, de Paul Claudel, escenografía de Jean-Louis Barrault
- 1943 : La Légende du Chevalier, de André de Peretti Della Roca, escenografía de Julien Bertheau
- 1944 : La Seconde Surprise de l'amour, de Pierre de Marivaux, escenografía de Pierre Bertin
- 1945 : Antonio y Cleopatra, de William Shakespeare, escenografía de Jean-Louis Barrault
- 1945 : Les Fausses Confidences, de Pierre de Marivaux, escenografía de Maurice Escande
- 1946 : Le Voyage de monsieur Perrichon, de Eugène Labiche y Édouard Martin, escenografía de Jean Meyer
- 1946 : Británico, de Jean Racine, escenografía de Julien Bertheau
- 1946 : Las bodas de Fígaro, de Pierre-Augustin de Beaumarchais, escenografía de Jean Meyer
- 1946 : Les Fiancés du Havre, de Armand Salacrou, escenografía de Pierre Dux
- 1946 : Berenice, de Jean Racine, escenografía de Gaston Baty
- 1947 : Asmodée, de François Mauriac, escenografía de Jacques Copeau
- 1948 : El misántropo, de Molière, escenografía de Pierre Dux
- 1948 : Un sombrero de paja de Italia, de Eugène Labiche y Marc-Michel, escenografía de Gaston Baty
- 1948 : L'Ami Fritz, de Erckmann-Chatrian
- 1948 : Les Femmes du bœuf, de Jacques Audiberti, escenografía de Jean Debucourt
- 1948 : Les Temps difficiles, de Édouard Bourdet, escenografía de Pierre Dux
- 1949 : On ne badine pas avec l'amour, de Alfred de Musset, escenografía de Julien Bertheau
- 1949 : Le Roi, de Robert de Flers y Gaston Arman de Caillavet, escenografía de Jacques Charon
- 1949 : L'Homme de cendres, de André Obey, escenografía de Pierre Dux, Teatro del Odéon
- 1950 : Le Président Haudecœur, de Roger Ferdinand, escenografía de Louis Seigner
- 1950 : L'Arlésienne, de Alphonse Daudet, escenografía de Julien Bertheau
- 1951 : Le commissaire est bon enfant, de Georges Courteline, escenografía de Robert Manuel
- 1951 : Ojo por ojo, cuerno por cuerno, de Georges Feydeau, escenografía de Jean Meyer
- 1951 à 1971 : El burgués gentilhombre, de Molière, escenografía de Jean Meyer
- 1952 : Les Fiancés du Havre, de Armand Salacrou, escenografía de Pierre Dux
- 1953 : Crainquebille, de Anatole France
- 1954 : Étienne, de Jacques Deval
- 1958 : El enfermo imaginario, de Molière, escenografía de Robert Manuel
- 1961 : Británico, de Jean Racine, escenografía de Michel Vitold
- 1962 : La Troupe du Roy, homenaje a Molière, escenografía de Paul-Émile Deiber
- 1962 : Ojo por ojo, cuerno por cuerno, de Georges Feydeau, escenografía de Jean Meyer
- 1964 : Donogoo, de Jules Romains, escenografía de Jean Meyer
- 1966 : Le Voyage de monsieur Perrichon, de Eugène Labiche y Édouard Martin, escenografía de Jacques Charon
- 1967 : L'Émigré de Brisbane, de Georges Schéhadé, escenografía de Jacques Mauclair
- 1970 : Malatesta, de Henry de Montherlant, escenografía de Pierre Dux
- 1971 : Mais n'te promène donc pas toute nue !, de Georges Feydeau, escenografía de Jean-Laurent Cochet
- 1976 : Lorenzaccio, de Alfred de Musset, escenografía de Franco Zeffirelli
- 1977 : Lorenzaccio, de Alfred de Musset, escenografía de Franco Zeffirelli

### Fuera de la Comédie-Française
- 1965 : El burgués gentilhombre, de Molière, escenografía de Jean Darnel, Château d'Angers
- 1973 : La Débauche, de Marcel Achard, escenografía de Jean Le Poulain, Théâtre de l'Œuvre
- 1975 : Crimen y castigo, de Fiódor Dostoyevski, escenografía de Robert Hossein, Théâtre de Paris
- 1978 : Boulevard Feydeau, piezas de Georges Feydeau : Feu la mère de madame, On purge bébé, escenografía de Raymond Gérome, Théâtre des Variétés

## Filmografía

### Cine
- 1931 : Une histoire entre mille, de Max de Rieux
- 1932 : Chotard et Cie, de Jean Renoir
- 1933 : Les Deux mousquetaires de Nini, de Max de Rieux
- 1935 : Le commissaire est bon enfant, de Jacques Becker y Pierre Prévert
- 1938 : Alerte en Méditerranée, de Léo Joannon
- 1939 : Entente cordiale, de Marcel L'Herbier
- 1941 : Nous les gosses, de Louis Daquin
- 1941 : Le Briseur de chaînes, de Jacques Daniel-Norman
- 1942 : La Symphonie fantastique, de Christian-Jaque
- 1942 : La Loi du printemps, de Jacques Daniel-Norman
- 1942 : Le Mariage de Chiffon, de Claude Autant-Lara
- 1942 : Défense d'aimer, de Richard Pottier
- 1943 : Le Voyageur de la Toussaint, de Louis Daquin
- 1943 : Des jeunes filles dans la nuit, de René Le Hénaff
- 1943 : Goupi Mains Rouges, de Jacques Becker
- 1943 : Les Anges du péché, de Robert Bresson
- 1943 : Le Secret de madame Clapain, de André Berthomieu
- 1943 : Les Roquevillard, de Jean Dréville
- 1943 : Le Corbeau, de Henri-Georges Clouzot
- 1943 : Lucrèce, de Léo Joannon
- 1943 : Vautrin, de Pierre Billon
- 1944 : Premier de cordée, de Louis Daquin
- 1944 : Service de nuit, de Jean Faurez
- 1945 : Le Jugement dernier, de René Chanas
- 1946 : Jéricho, de Henri Calef
- 1946 : L'Homme au chapeau rond, de Pierre Billon
- 1946 : Un revenant, de Christian-Jaque
- 1946 : Patrie, de Louis Daquin
- 1946 : Rêves d'amour, de Christian Stengel
- 1947 : Les Chouans, de Henri Calef
- 1947 : La Femme en rouge, de Louis Cuny
- 1948 : La Chartreuse de Parme, de Christian-Jaque
- 1948 : Les Frères Bouquinquant, de Louis Daquin
- 1948 : La Carcasse et le Tord-cou, de René Chanas
- 1948 : Le Colonel Durand, de René Chanas
- 1948 : D'homme à hommes, de Christian-Jaque
- 1949 : Tête blonde, de Maurice Cam
- 1949 : Un certain monsieur, de Yves Ciampi
- 1949 : Vire-vent, de Jean Faurez
- 1949 : Rendez-vous de juillet, de Jacques Becker
- 1949 : Singoalla, de Christian-Jaque
- 1949 : Miquette et sa mère, de Henri-Georges Clouzot
- 1949 : La Marie du port, de Marcel Carné
- 1949 : Maya, de Raymond Bernard
- 1950 : L'Homme de la Jamaïque, de Maurice de Canonge
- 1951 : Maître après Dieu, de Louis Daquin
- 1951 : L'Enfant des neiges, de Albert Guyot
- 1951 : Dakota 308, de Jacques Daniel-Norman
- 1951 : The Case of Doctor Galloy, de Maurice Boutel
- 1951 : Clara de Montargis, de Henri Decoin
- 1951 : Boîte de nuit, de Alfred Rode
- 1951 : Coq en pâte, de Charles-Félix Tavano
- 1951 : La Plus belle fille du monde, de Christian Stengel
- 1951 : Le Dindon, de Claude Barma
- 1951 : Monsieur Octave, de Maurice Boutel
- 1951 : Napoléon Bonaparte, empereur des Français, de Jean Tedesco
- 1952 : Les Dents longues, de Daniel Gélin
- 1952 : Le Plaisir, de Max Ophüls, sketch La Maison Tellier
- 1952 : Les Sept Péchés capitaux, sketch L'Orgueil, de Claude Autant-Lara
- 1952 : Nous sommes tous des assassins, de André Cayatte
- 1952 : Seuls au monde, de René Chanas
- 1952 : Le Jugement de Dieu, de Raymond Bernard
- 1952 : Adorables Créatures, de Christian-Jaque
- 1952 : Son dernier Noël, de Jacques Daniel-Norman
- 1952 : La Fête à Henriette, de Julien Duvivier
- 1952 : Les Amants de minuit, de Roger Richebé
- 1953 : Koenigsmark, de Solange Térac
- 1953 : Les Amours finissent à l'aube, de Henri Calef
- 1953 : Minuit quai de Bercy, de Christian Stengel
- 1953 : L'Esclave, de Yves Ciampi
- 1953 : Lucrèce Borgia, de Christian-Jaque
- 1954 : El enemigo público número 1, de Henri Verneuil
- 1954 : Gli amori di Manon Lescaut, de Mario Costa
- 1954 : Si Versailles m'était conté..., de Sacha Guitry
- 1954 : Zoé, de Charles Brabant
- 1954 : Obsession, de Jean Delannoy
- 1954 : La Belle Otero, de Richard Pottier
- 1954 : Le Comte de Monte-Cristo, de Robert Vernay
- 1955 : Ragazze d'oggi, de Luigi Zampa
- 1955 : La Rue des bouches peintes, de Robert Vernay
- 1955 : Les Nuits de Montmartre, de Pierre Franchi
- 1955 : Les Premiers Outrages, de Jean Gourguet
- 1955 : Marguerite de la nuit, de Claude Autant-Lara
- 1956 : Milord l'Arsouille, de André Haguet
- 1956 : Paris, Palace Hôtel, de Henri Verneuil
- 1957 : Miss Catastrophe, de Dimitri Kirsanoff
- 1957 : Quelle sacrée soirée, de Robert Vernay
- 1957 : Le Grand Bluff, de Patrice Dally
- 1957 : Les Espions, de Henri-Georges Clouzot
- 1957 : Nathalie, de Christian-Jaque
- 1958 : La venganza, de Juan Antonio Bardem
- 1958 : Le Bourgeois gentilhomme, de Jean Meyer
- 1958 : Les Grandes Familles, de Denys de La Patellière
- 1958 : Les Jeux dangereux, de Pierre Chenal
- 1959 : Quai des illusions, de Émile Couzinet
- 1959 : Les Affreux, de Marc Allégret y Gilles Grangier
- 1959 : Rue des prairies, de Denys de La Patellière
- 1959 : Le Mariage de Figaro, de Jean Meyer
- 1959 : Les Yeux de l'amour, de Denys de La Patellière
- 1959 : À pleines mains, de Maurice Regamey
- 1959 : Détournement de mineures, de Walter Kapps
- 1960 : Les Frangines, de Jean Gourguet
- 1960 : Le Baron de l'écluse, de Jean Delannoy
- 1960 : I Cosacchi, de Victor Tourjansky y Giorgio Rivalta
- 1960 : Le Panier à crabes, de Joseph Lisbona
- 1960 : La Vérité, de Henri-Georges Clouzot
- 1960 : Le Président, de Henri Verneuil
- 1961 : Le Petit Garçon de l'ascenseur, de Pierre Granier-Deferre
- 1961 : El eclipse, de Michelangelo Antonioni
- 1962 : Al otro lado de la ciudad, de Alfonso Balcázar
- 1962 : Carillons sans joie, de Charles Brabant
- 1962 : I Massaggiatrici, de Lucio Fulci
- 1964 : Las amistades particulares, de Jean Delannoy
- 1965 : La Corde au cou, de Joseph Lisbona
- 1966 : Soleil noir, de Denys de La Patellière
- 1968 : Le Pacha, de Georges Lautner
- 1973 : Prêtres interdits, de Denys de La Patellière
- 1974 : La Race des seigneurs, de Pierre Granier-Deferre
- 1975 : Section spéciale, de Costa-Gavras
- 1975 : Bons baisers de Hong Kong, de Yvan Chiffre
- 1976 : El otro señor Klein, de Joseph Losey
- 1981 : Asphalte, de Denis Amar
- 1982 : Les Misérables, de Robert Hossein

## Televisión
- 1957 : Bartleby, l'écrivain, de Claude Barma
- 1959 : Le Malade imaginaire, de Claude Dagues
- 1960 : Le Barbier de Séville, de François Gir
- 1968 : Au théâtre ce soir - Ojo por ojo, cuerno por cuerno, de Georges Feydeau, escenografía de Jean Meyer, dirección de Pierre Sabbagh, Théâtre Marigny
- 1969 : L'Émigré de Brisbane, de Jean Pignol
- 1971 : Mais n'te promène donc pas toute nue !, de Jacques Audoir
- 1972 - 1973 : Les Rois maudits, de Claude Barma
- 1973 : Molière pour rire et pour pleurer, de Marcel Camus
- 1974 : Julie Charles, de Jean Kerchbron
- 1976 : Au théâtre ce soir - La Femme de paille, de Catherine Arley, escenografía de Raymond Gérome, dirección de Pierre Sabbagh, Théâtre Édouard VII
- 1977 : Lorenzaccio
- 1977 : C'est Mozart qu'on assassine, de Pierre Goutas
- 1977 : Cinéma 16 - Esprit de suite, de Jean Henin
- 1978 : Mais n'te promène donc pas toute nue !, de Jeannette Hubert
- 1979 : On purge bébé, de Jeannette Hubert

## Discografía
- Père Lipopette et Sacripan (1975) (con Marie-Hélène Breillat) (45t Festival SPX 183)